# Christopher Atkins
Christopher Atkins Bowman (ur. 21 lutego 1961 w Rye) – amerykański aktor, scenarzysta i producent filmowy, model.

## Życiorys

### Wczesne lata
Urodził się w Rye jako syn Donalda Bomanna i Bitsy Nebauer. Dorastał w Van Nuys w stanie Kalifornia. Pracował jako ratownik i instruktor żeglarstwa.

### Kariera
Mając 19 lat, prosto z Uniwersytetu Denison w Granville, w stanie Ohio, pokonał ponad cztery tysiące kandydatów do roli kinowej Richarda i trafił na duży ekran w filmie romantyczno-przygodowym Błękitna laguna (The Blue Lagoon, 1980), gdzie razem z Brooke Shields stworzył parę młodych rozbitków, mieszkających na bezludnej wyspie. Film ten przyniósł mu nominację do dwóch nagród – Złotego Globu i Young Artist Award.
Kontynuował swoją karierę aktorską, występując w komedii muzycznej Film o piratach (The Pirate Movie, 1982) jako były pirat zakochany w bogatej dziewczynie, a nagrana przez niego piosenka z filmu pt. „How Can I Live Without Her” trafiła na miejsce 71. listy najlepiej sprzedających się singli Billboard Hot 100.
W 1982 w nowojorskim Radio City Music Hall wystąpił w Night of 100 Stars.
W dramacie Noc w niebie (A Night in Heaven, 1983) zagrał popularnego ucznia w college’u – Ricka Monroe, który dorabia jako striptizer w nocnym klubie, a postać ta przyniosła mu nagrodę Złotej Maliny w kategorii dla najgorszego aktora.
We wrześniu 1982 i grudniu 1983 pojawił się w magazynie „Playgirl”.
Wcielił się w postać Petera Richardsa, instruktora pływania, kochanka mężatki Sue Ellen Ewing (Linda Gray) w popularnej operze mydlanej CBS Dallas (1983-84). Za rolę Bruce’a Arlingtona w dramacie Wysłuchaj mnie (Listen to Me, 1989) otrzymał po raz drugi nagrodę Złotej Maliny jako najgorszy aktor drugoplanowy.
Pojawiał się na okładkach wielu pism dla nastolatek, reklamował Coca-Colę i wyroby firmy Adidas.

### Życie prywatne
Spotykał się z Diane Lane (1980), Lori Loughlin (1981-82) i Heather Locklear (od czerwca 1983 do listopada 1984). 25 maja 1985 ożenił się z Lynne Barron, z którą po latach się rozwiódł. Mają dwoje dzieci: syna Granta (ur. 10 grudnia 1985) i córkę Brittney (ur. 1 maja 1987 roku w Orange, w stanie Kalifornia).